# Carmina Pleyan i Cerdà
Carmina Pleyan i Cerdà (Lleida, 10 de gener de 1917 - Barcelona, 24 de febrer de 2011) fou una lingüista catalana.

## Biografia
Estudià l'ensenyament secundari a l'Institut de Lleida i als anys 30 anà a Barcelona per estudiar Filosofia i Lletres a la Universitat Autònoma. Catedràtica de llengua i literatura espanyola per la Universitat de Barcelona, fou professora d'ensenyament secundari de llengua castellana a Lleida, Figueres i Girona. El 1963 va obtenir la càtedra de l'Institut Montserrat i el 1970-1975 fou responsable d'orientació pedagògica de l'Institut Joanot Martorell, a Esplugues de Llobregat, Barcelona.
El 1933 va formar part de la tertúlia literària de l'Ateneu Barcelonès amb Joan Vinyoli, Òscar Samsó, el seu futur marit Josep García i López, Francesc Gomà i Musté i Pere Ribera.
Durant els anys 1950 va elaborar manuals escolars d'aprenentatge del castellà, que destaquen pel domini de recursos sintàctics i gramaticals de la llengua com a element bàsic per a una millor expressió de les idees. Es va esforçar a posar les aportacions de la lingüística al servei de l'aprenentatge i el desenvolupament personal dels alumnes. Sempre considerà que calia una profunda renovació pedagògica; s'interessà especialment pel procés d'aprenentatge del alumnes amb dificultats i es dedicà a estudiar el fracàs escolar.
Al llarg de tota la seva vida professional va escriure i publicar diverses obres: treballs sobre literatura i lingüística, consideracions sobre el procés d'ensenyament i aprenentatge i el paper clau que hi té el domini de la llengua, i els ben coneguts llibres de text per a tots els nivells educatius, tant per a l'editorial Teide com per a Barcanova, Vicens-Vives o altres.
El 1988 va rebre la Creu de Sant Jordi. Va ser Sòcia d'Honor de l'Associació Col·legial d'Escriptors de Catalunya.

## Obres
- El Teatro romántico (1946)
- Gamma: curso de lengua castellana (1950)
- Verbo. Segundo curso (1955)
- Teoría literaria (1967) amb Josep García i López
- Sintagma. Lengua y literatura españolas (1972) amb Josep García i López
- Reflexiones sobre la enseñanza de la lengua (1975), a Cuadernos de pedagogía, Nº 4.
- El lenguaje, instrumento de aprendizaje social e intelectual (1975) a Cuadernos de pedagogía, Nº 12.